# Qianohippus
Qianohippus is een geslacht van uitgestorven perissodactyle zoogdieren dat behoort tot de Palaeotheriidae. Het leefde in het Laat-Eoceen (ongeveer 37 - 34 miljoen jaar geleden) en zijn fossiele overblijfselen zijn gevonden in China.

## Naamgeving
De typesoort Qianohippus magicus werd voor het eerst beschreven in 1982 door Miao, op basis van fossiele overblijfselen gevonden in het Shinao-bekken (provincie Guizhou, China), in land dat dateert uit het einde van het Eoceen. De geslachtsnaam combineert een verwijzing naar Qian, een afkorting voor Guizhou, met het Grieks hippos, 'paard'. De soortaanduiding betekent 'magisch' in het Latijn, een verwijzing naar de obscure verwantschappen.
Het holotype is IVPP V 6519, een linkerbovenkaaksbeen. Het paratype is IVPP V 6520, een paar onderkaken.

## Beschrijving
Qianohippus moet qua uiterlijk en grootte op een huidige duiker hebben geleken. Qianohippus wordt gekenmerkt door enkele gebitskenmerken die het onderscheidden van andere palaeotheriiden: de tweede bovenste premolaar was molariform (terwijl de derde en vierde dat niet waren), de premolaren en kiezen waren beslist lophodont, er waren geen mesostylen, er was een hoekverbinding tussen de protoloof, van de tandreeks tussen de bovenste derde premolaar en de bovenste derde molaar, en de paraconule, evenals een soortgelijke structuur tussen de metaloof van de tandreeks tussen de eerste bovenste molaar en de bovenste derde molaar en de metaconuld. Er was ook een onderontwikkelde metastyle op de onderste premolaren en kiezen.

## Classificatie
Volgens een cladistische analyse uit 2017 is Qianohippus een afgeleid lid van de Pachynolophinae, een relatief archaïsche clade van de palaeotheriiden (ook bekend als het zustertaxon van de paardachtigen). Andere verwante dieren waren Lophiohippus en Anchilophus. De ontdekking van fossielen van vormen zoals Lophiohippus en Qianohippus in China is het bewijs voor het bestaan van een biogeografische verbinding tussen Europa en Azië tijdens het Midden- en Boven-Eoceen; de waarschijnlijke verspreidingsroute van deze dieren was waarschijnlijk langs de microcontinenten van de Tethysoceaan in de zuidelijke gebieden.